# Woestijn van de Kaspische laagvlakte
De woestijn van de Kaspische laagvlakte is een WWF-ecoregio, die voornamelijk ligt in het gebied van de Kaspische Laagte.
Het gebied varieert in hoogte van 28 meter onder de zeespiegel tot 100 m erboven en is een stuk droger dan de Pontische steppe die noordwestelijk ervan ligt.
De grondwaterspiegel varieert tussen 30 cm en 2,5 m in diepte en het grondwater is vaak sterk gemineraliseerd.
In het Turkmeense en Kazachse deel van het gebied is de flora arm in soorten en bestaat vooral uit zoutminnende planten zoals Artemisia spp., Salsola gemmascens, S. orientalis, S. arbuscula, Anabasis salsa, A. ramosissimum, Halocnemum strobilaceum,  en soorten uit de geslachten Halostachys, Ceratocarpus, Nitraria en Kalidium.  Soms zijn er hele gebieden waar de hele vegetatie uit maar één soort bestaat.
In het noorden van de ecoregio, het Russische deel, is de situatie anders omdat er een machtige rivierdelta ligt, die van de Wolga. Er zijn nog drie andere rivieren die het gebied doorkruisen: de Oeral, de Emba vanuit het noorden en de Atrek vanuit het zuidoosten in Iran.
Er zijn veel endemische plantensoorten in de ooibossen langs de rivier en er komen een aantal zeldzame waterplanten in de Wolgadelta voor zoals de vleesetende waterplant Aldrovanda vesiculosa en de Kaspische lotus Nelumbo caspica. Sommige bronnen geven deze naam als synoniem voor Nelumbo nucifera.

## Fauna
In het Russische deel komt een vrij groot aantal zoogdieren voor zoals het everzwijn, de otter, de wezel, de haas, het konijn en een aantal knaagdieren van de halfwoestijn. In Turkmenistan is dat ook het Indische stekelvarken, woestijnhaas (Lepus tolai), vossensoorten Vulpes vulpes en Vulpes corsac, kattensoorten als Felis libyca, F. margarita en F. caracal en de saiga-antilope Saiga tartarica.

## Galerij

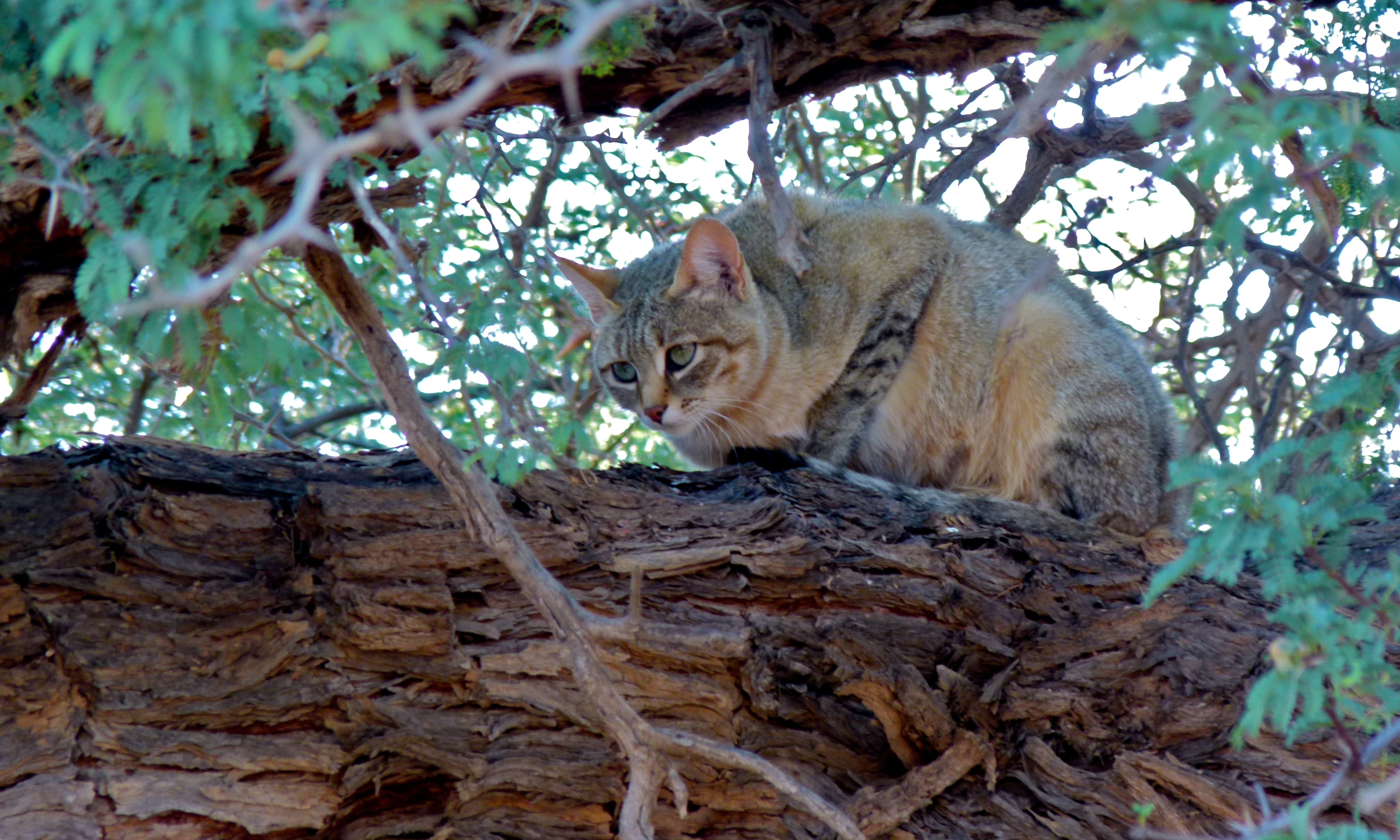
Felis (silvestris) lybica
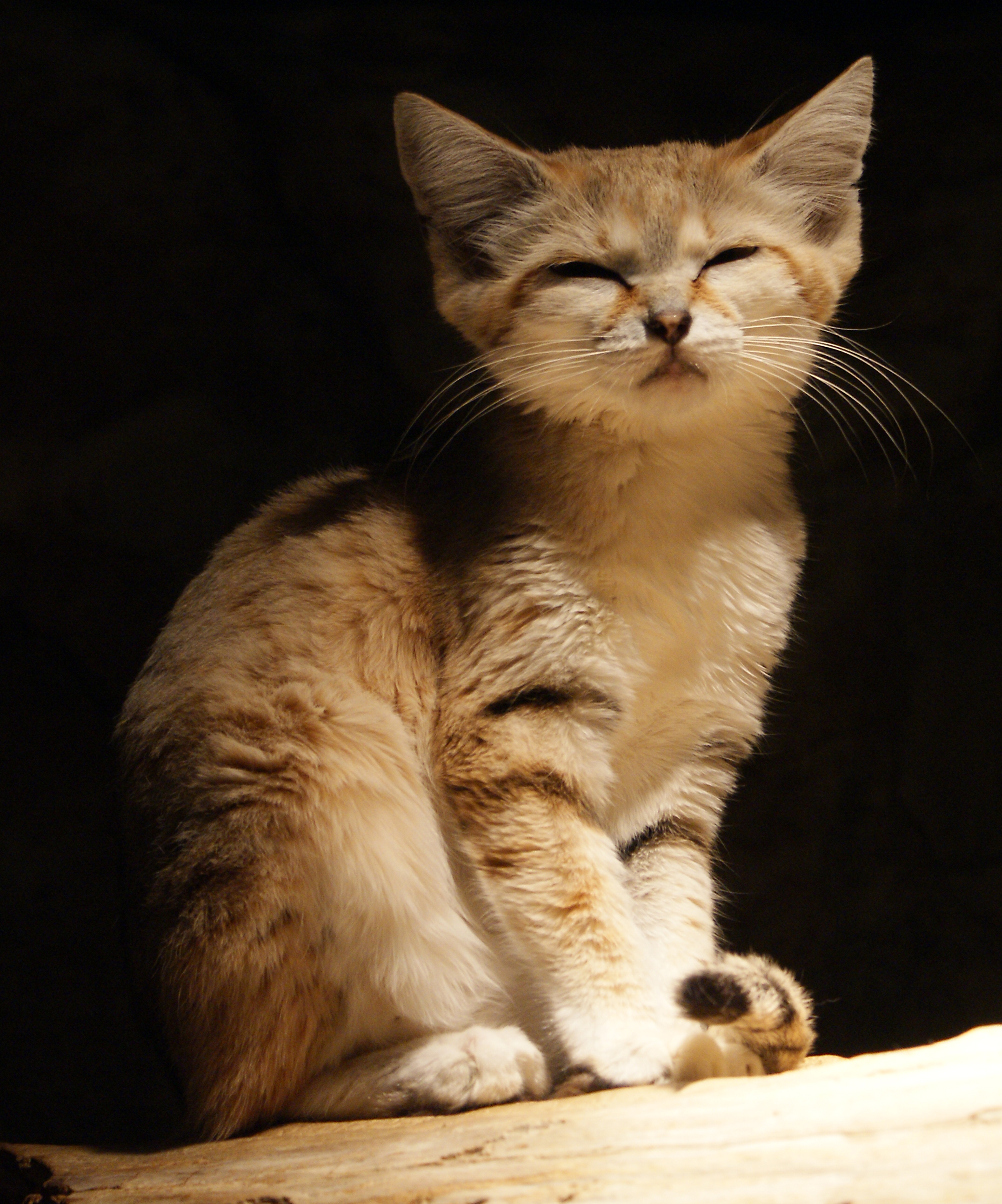
Felis margarita
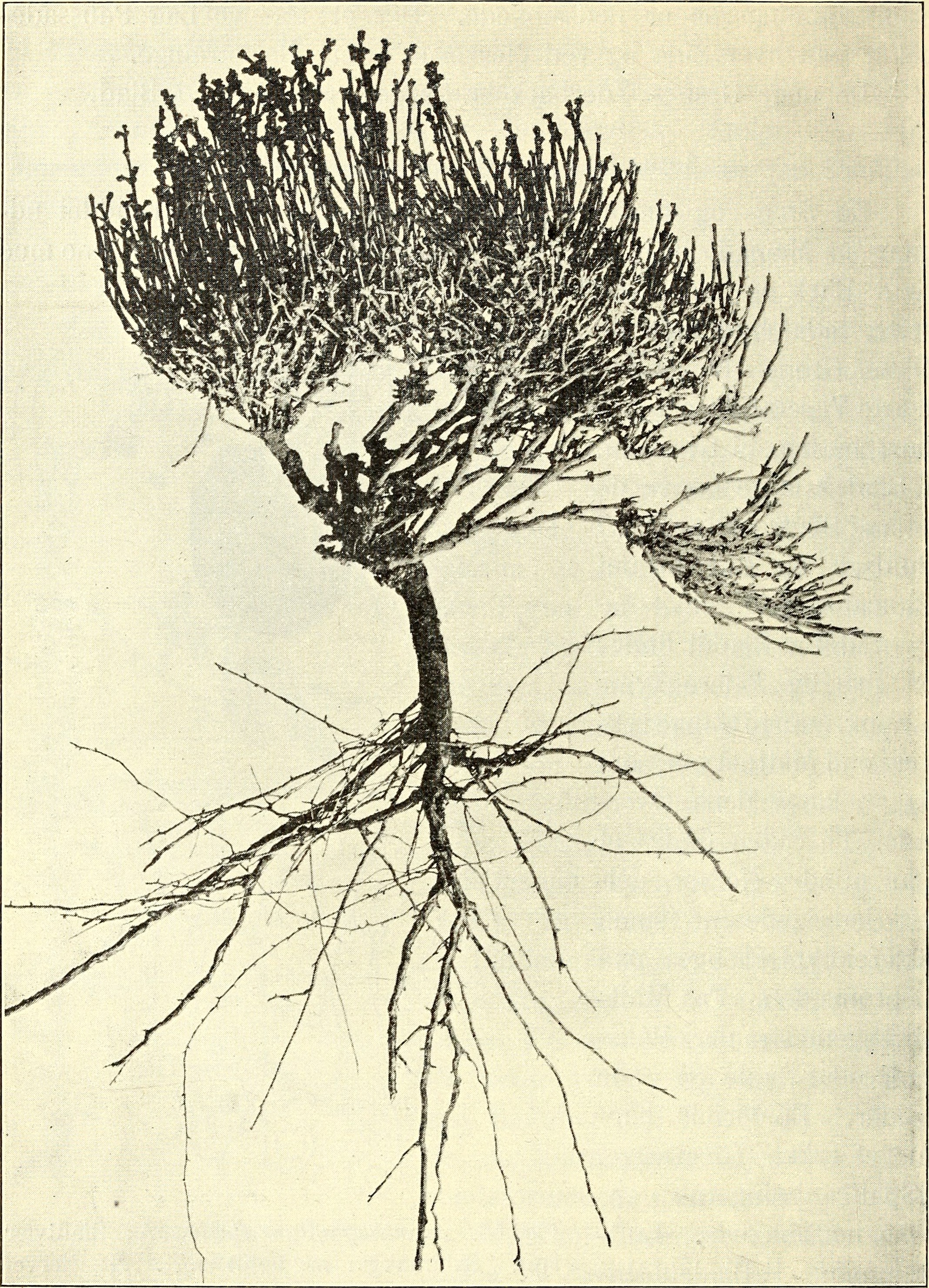
Anabasis salsa
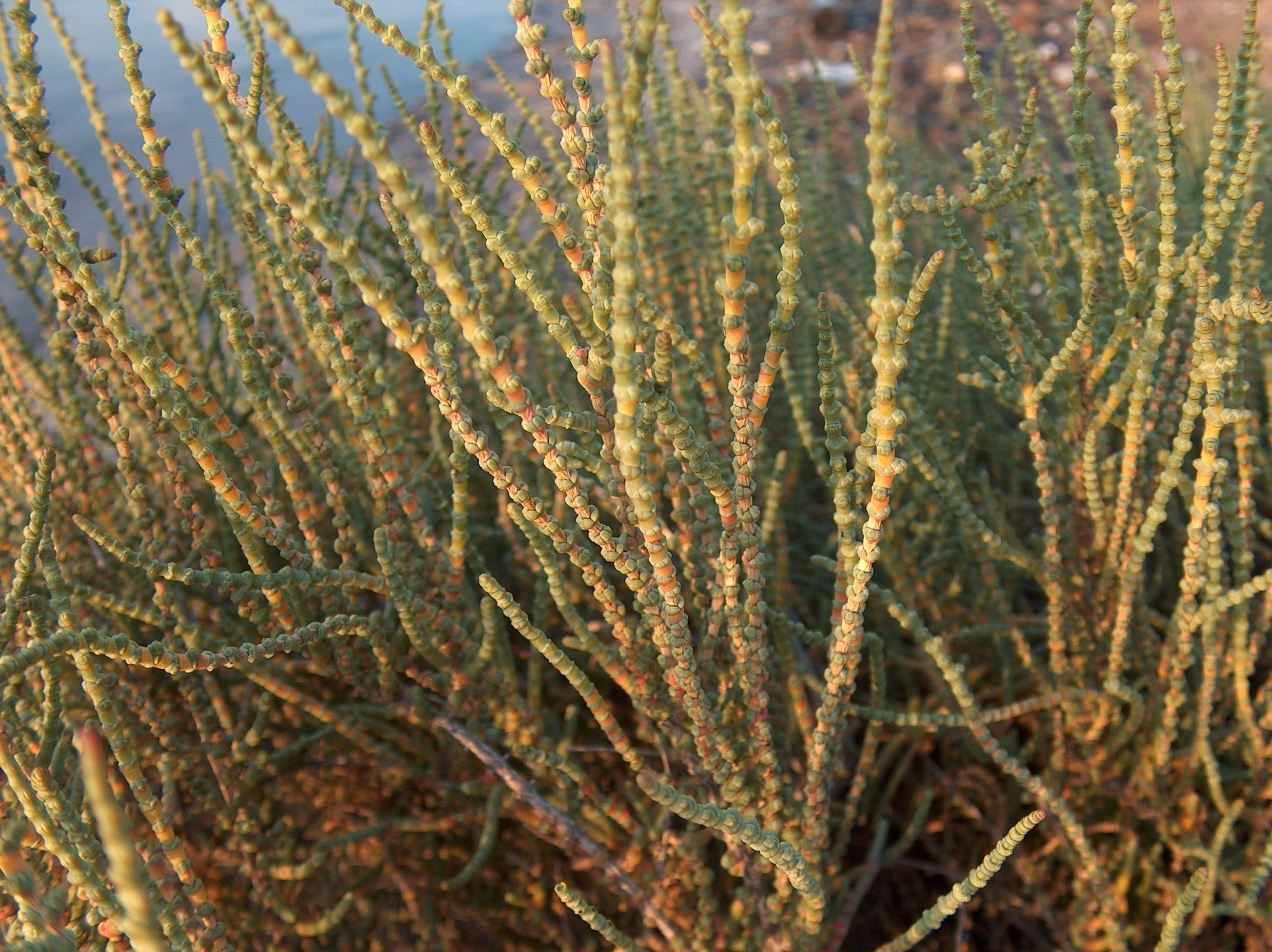
Halocnemum strobilaceum
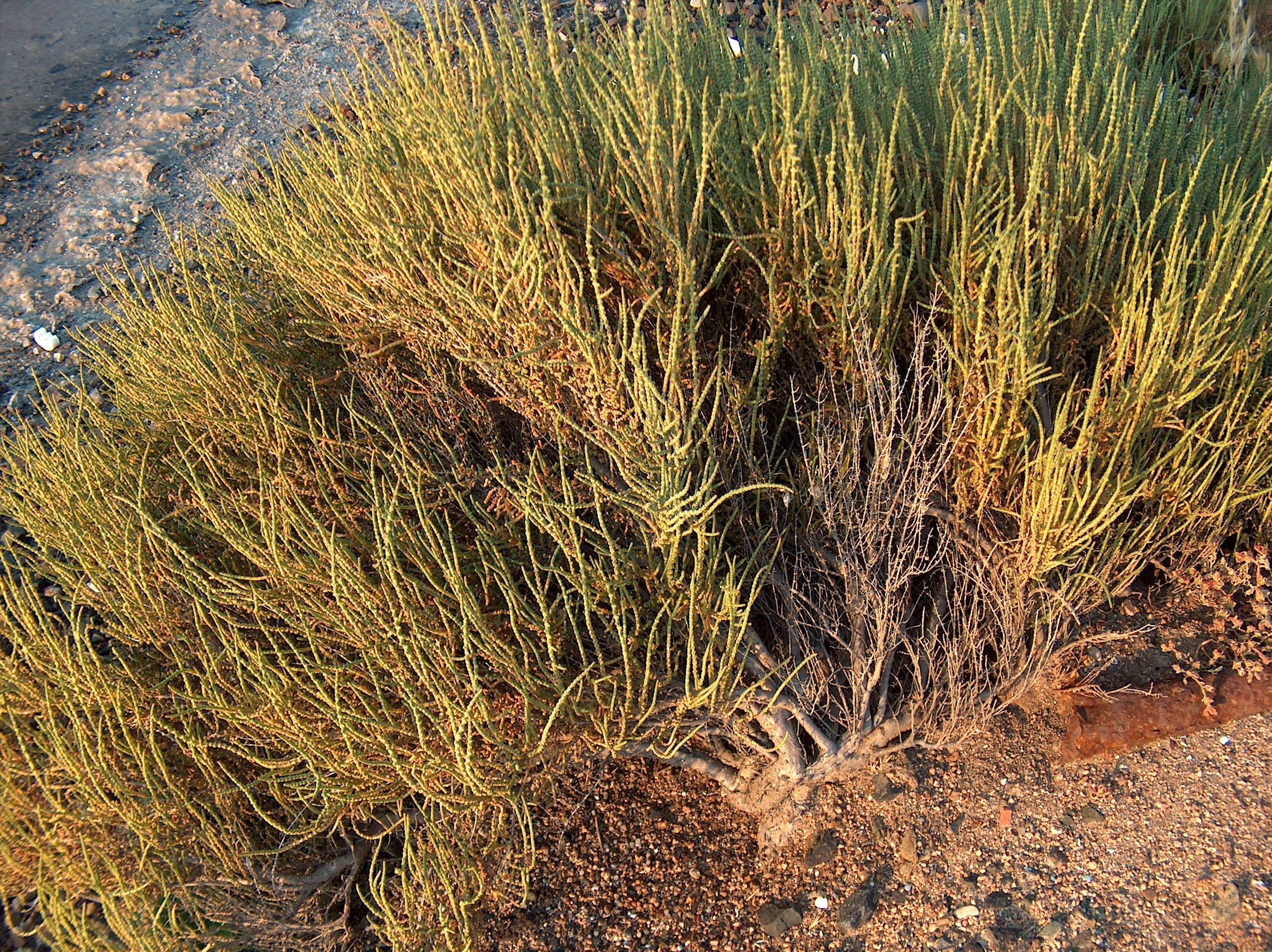
Halocnemum strobilaceum
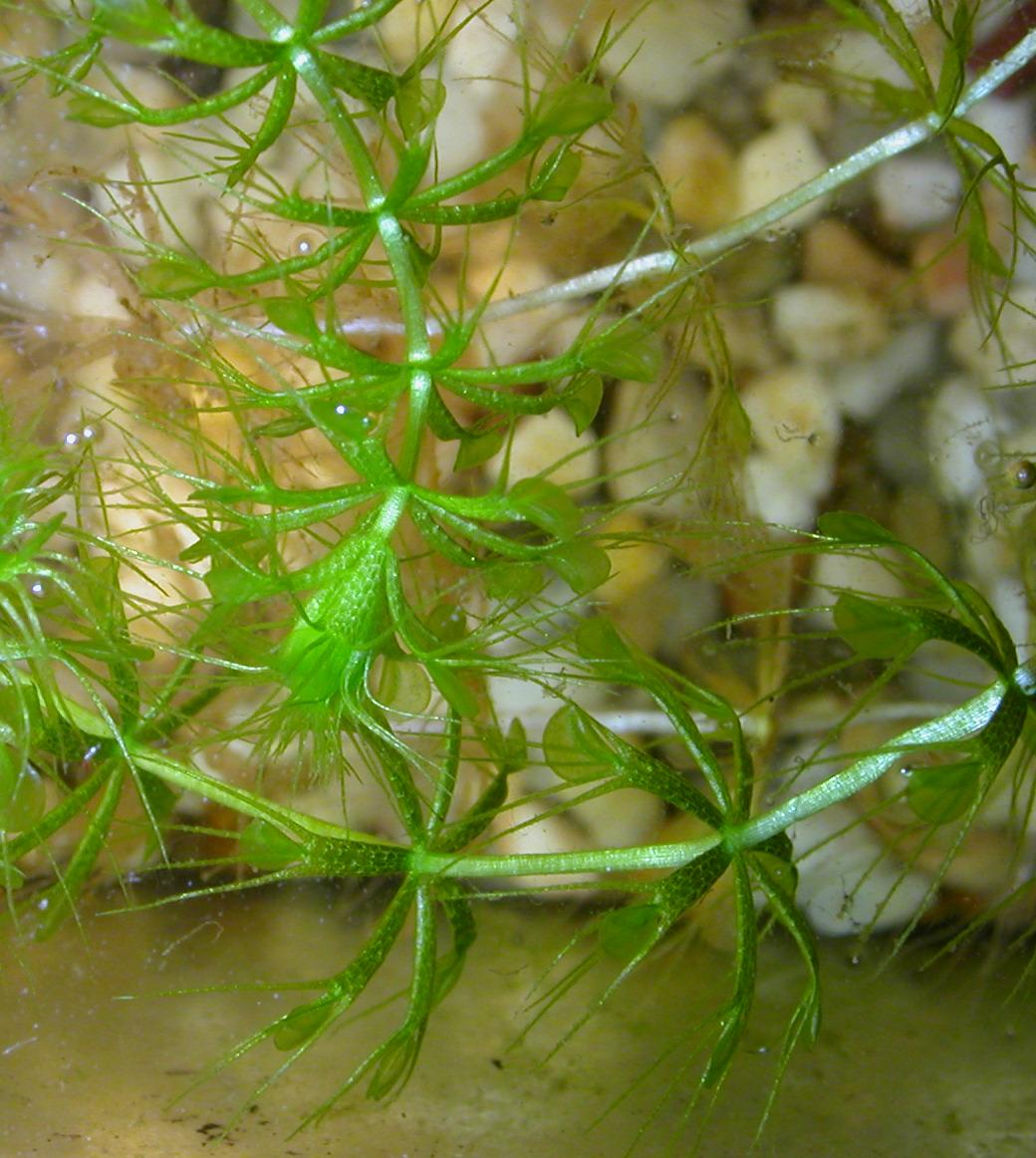
Aldrovanda Vesiculosa de watervliegenval
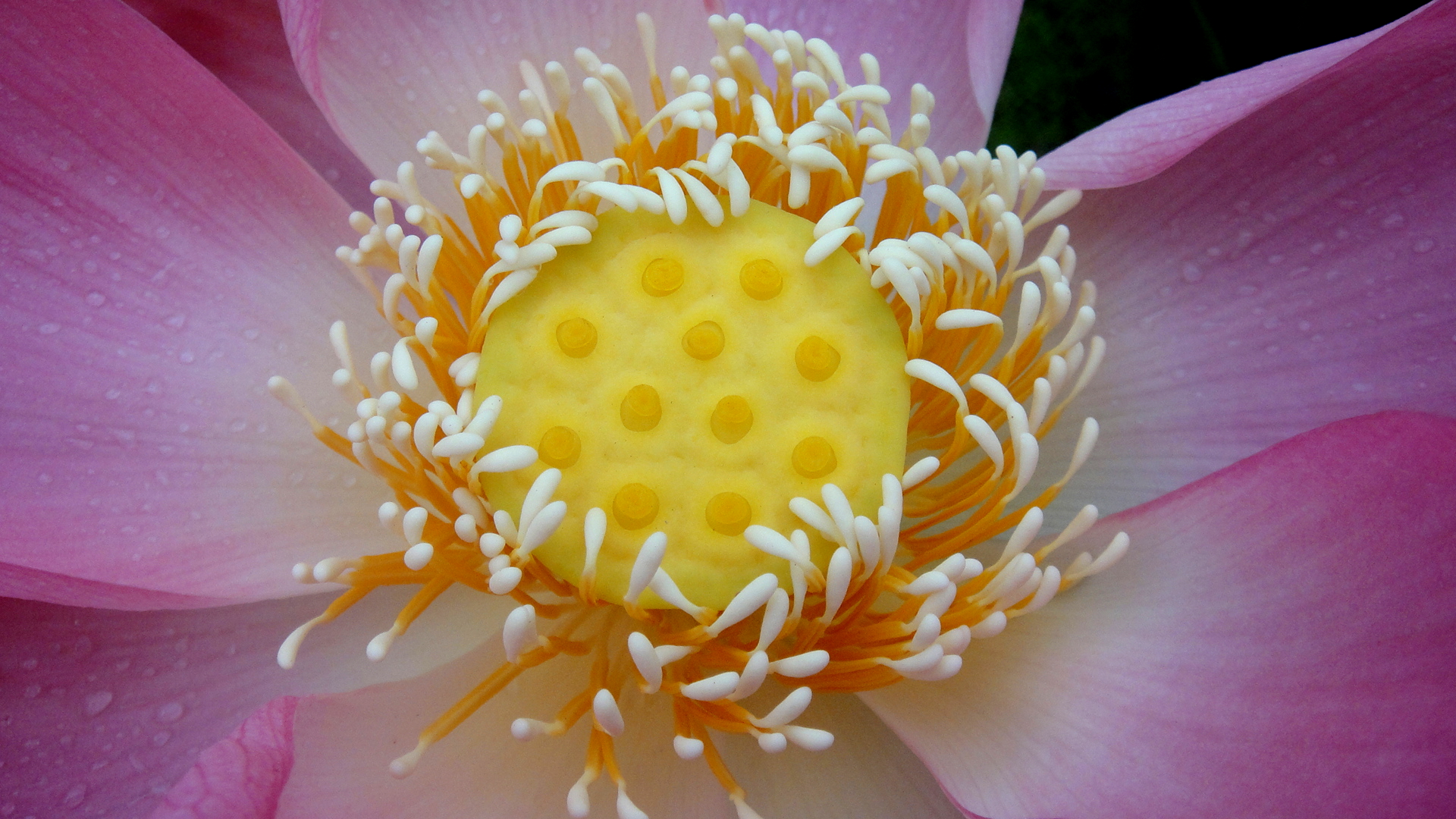
Nelumbo caspica de Kaspische lotus